# Caramanta (ort)
Caramanta är en ort i Colombia.   Den ligger i departementet Antioquía, i den centrala delen av landet, 200 km nordväst om huvudstaden Bogotá. Caramanta ligger 2 094 meter över havet och antalet invånare är 3 044.
Terrängen runt Caramanta är mycket bergig. Runt Caramanta är det ganska tätbefolkat, med 96 invånare per kvadratkilometer. Närmaste större samhälle är Supía, 10,6 km söder om Caramanta. I omgivningarna runt Caramanta växer i huvudsak städsegrön lövskog.